# Opelt (cràter)

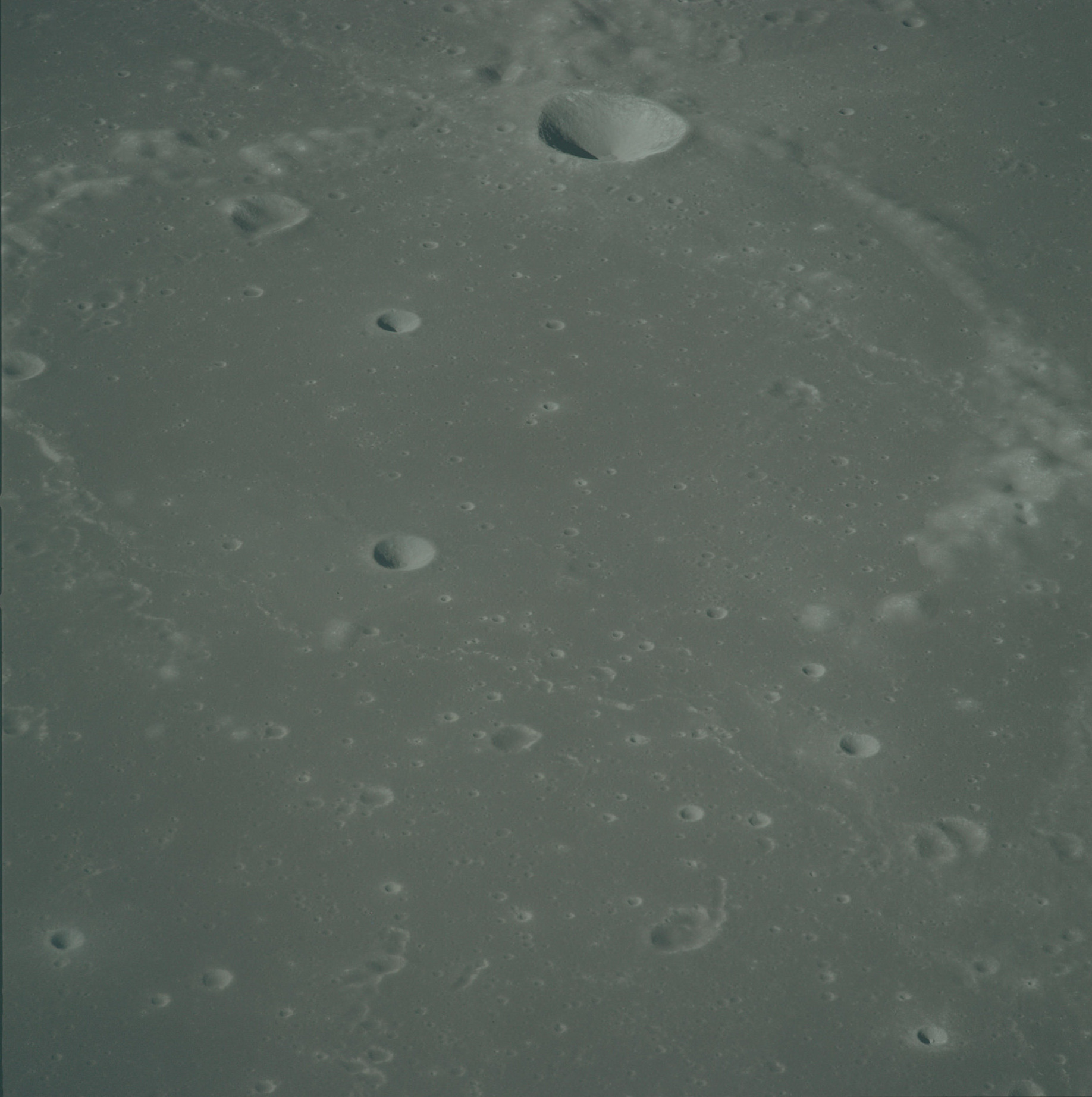
Fotografia de la missió Apol·lo 16

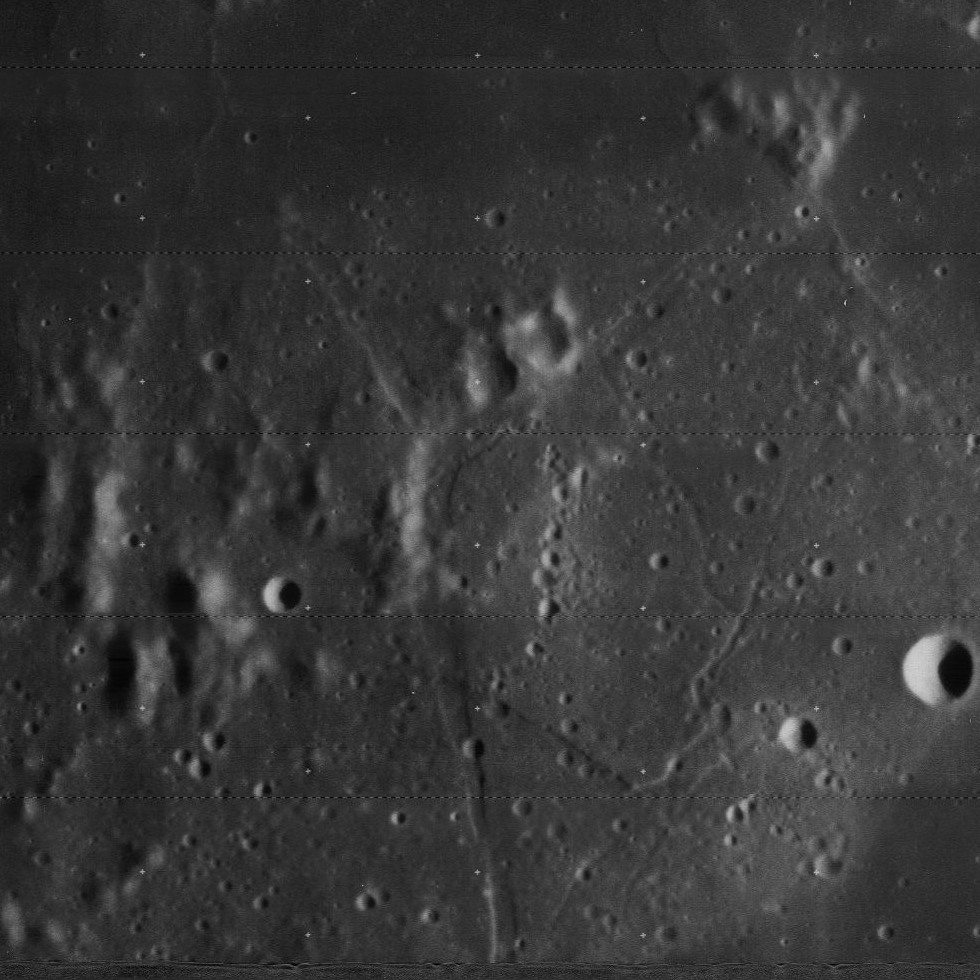
Rimae Opelt (elements lineals prop del centre), al nord del cràter

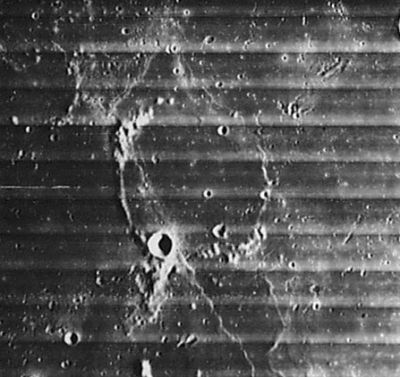
Fotografia de la missió Lunar Orbiter 4

Opelt és la resta d'un cràter d'impacte lunar inundat de lava situat sobre la Mare Nubium. Es troba al nord d'una formació similar anomenada Gould, i al nord-est del prominent Bullialdus.

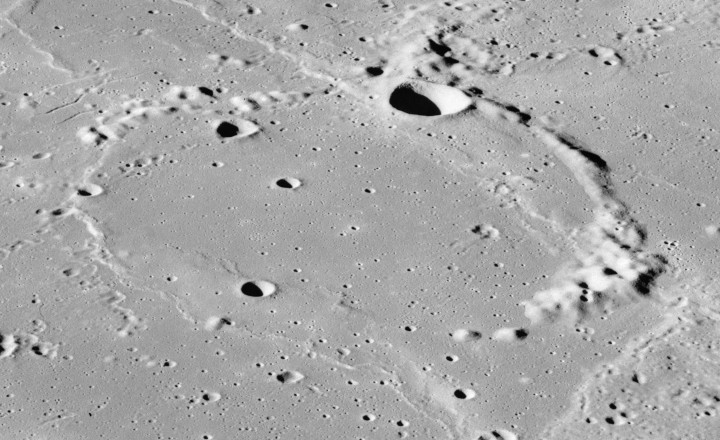
Vista obliqua d'Opelt. Fotografia de la missió Apol·lo 16

Solament roman un contorn lleument ressaltat de la vora d'Opelt, sobresortint de l'interior que ha estat inundat per la lava. La vora té un ampli trencament en l'extrem nord i diversos trencaments més petits al sud i al sud-est. El cràter satèl·lit Opelt E es troba en l'extrem sud de la riba occidental de les restes del brocal del cràter. El sòl interior apareix gairebé anivellat, amb l'excepció d'una lleugera elevació al sud-oest, que és continuada per un dorsum al sud.
Al nord de Opelt, sobre la mar lunar es troba un sistema sinuós d'esquerdes designat Rimae Opelt, que ocupen un diàmetre envolupant d'uns 70 quilòmetres.

## Cràters satèl·lit
Per convenció aquests elements són identificats en els mapes lunars posant la lletra en el costat del punt central del cràter que està més proper a Opelt.
|       | \| Opelt \| Coordenades \| Diàmetre \| \| ----- \| ------------------------------------ \| -------- \| \| E \| 17° 00′ S, 17° 48′ O / 17.0°S,17.8°O \| 8 km \| \| F \| 18° 06′ S, 18° 42′ O / 18.1°S,18.7°O \| 4 km \| \| G \| 16° 48′ S, 17° 12′ O / 16.8°S,17.2°O \| 4 km \| \| H \| 15° 48′ S, 17° 18′ O / 15.8°S,17.3°O \| 3 km \| \| K \| 13° 36′ S, 17° 06′ O / 13.6°S,17.1°O \| 5 km \| |          |
| Opelt | Coordenades | Diàmetre |
| E     | 17° 00′ S, 17° 48′ O / 17.0°S,17.8°O | 8 km     |
| F     | 18° 06′ S, 18° 42′ O / 18.1°S,18.7°O | 4 km     |
| G     | 16° 48′ S, 17° 12′ O / 16.8°S,17.2°O | 4 km     |
| H     | 15° 48′ S, 17° 18′ O / 15.8°S,17.3°O | 3 km     |
| K     | 13° 36′ S, 17° 06′ O / 13.6°S,17.1°O | 5 km     |